# Hangover
Hangover is een single van de Britse zanger Taio Cruz met de Amerikaanse rapper Flo Rida uit 2011. Het stond in hetzelfde jaar als eerste track op de album TY.O van Cruz.

## Achtergrond
Hangover is geschreven door Lukasz Gottwald, Henry Walter en Taio Cruz en geproduceerd door Dr. Luke en Cirkut. Het nummer gaat over veel feesten en drinken en daardoor een kater krijgen. Opvallend aan het nummer is dat Cruz heeft verteld dat hij zelf helemaal geen alcohol drinkt, wat betekent dat het nummer niet op hem slaat. Het lied was internationaal een grote hit. Het stond in twee landen op de eerste positie in de hitlijst; Zwitserland en Oostenrijk. In Nederland was het te vinden op de vijfde plaats van de Top 40 en de twaalfde plaats van de Single Top 100. Het stond eveneens op de twaalfde positie in Vlaanderen en daarnaast op een dertiende plek in Wallonië.